# Kivijärvi
Kivijärvi es un municipio de Finlandia ubicado en la región de Finlandia Central.
En 2022, el municipio tenía una población de 1064 habitantes, de los cuales algo más de la mitad vivían en la capital municipal.
Comprende un conjunto de áreas rurales ubicadas en torno al lago homónimo, unos 100 km al noroeste de la capital regional Jyväskylä. Por el municipio pasa la carretera 58, que une Tampere con Kärsämäki.

## Historia
Se conoce la existencia del pueblo en documentos desde 1571, cuando el área pertenecía a la parroquia de Rautalampi. En 1628 pasó a pertenecer a la parroquia de Viitasaari. En 1750 se estableció una capilla en Kivijärvi, que adoptó el estatus de parroquia en 1864. El municipio de Kivijärvi se estableció en 1868, aunque perdió partes de su territorio en 1914 para formar el municipio de Kinnula y en 1934 para formar el municipio de Kannonkoski.